# مسابقه ۲
مسابقه ۲ (به انگلیسی: Race 2) فیلمی محصول سال ۲۰۱۳ و به کارگردانی عباس-موستان است. در این فیلم بازیگرانی همچون آنیل کاپور، سیف علی خان، جان آبراهام، دیپیکا پادوکونه، ژاکلین فرناندز، آمیشا پاتل، آدیتای پانچولی، بیپاشا باسو، عاطف اسلم ایفای نقش کرده‌اند.
این فیلم ادامه فیلم مسابقه است و قسمت سوم آن با نام مسابقه ۳ در سال ۲۰۱۸ اکران شد.
خلاصه : ماجرا چند سال پس از فیلم اول اتفاق می افتاد.مردی(سیف علی خان) به دنبال انتقام گرفتن از قاتل همسرش به عنوان دوست وارد خانه دشمن(جان آبراهام) می شود.در این میان نامزد(ژاکلین فرناندز) دشمن با زیرکی به او نزدیک می شود و خواهر(دیپیکا پادوکن)دشمن عاشق او می شود حال ...•